# Sheldahl, Iowa
Sheldahl, Iowa (енгл. Sheldahl) град је у америчкој савезној држави Ајова. По попису становништва из 2010. у њему је живело 319 становника.

## Демографија
Према попису становништва из 2010. у граду је живело 319 становника, што је -17 (-5.1%) становника више него 2000. године.
| Група             | 2000.       | 2010.       |
| Белци             | 335 (99,7%) | 312 (97,8%) |
| Афроамериканци    | 0 (0,0%)    | 0 (0,0%)    |
| Азијати           | 0 (0,0%)    | 0 (0,0%)    |
| Хиспаноамериканци | 1 (0,3%)    | 3 (0,9%)    |
| Укупно            | 336         | 319         |